# Saint-Tropez Open 2023
Il Saint-Tropez Open 2023 è stato un torneo maschile di tennis professionistico giocato sul cemento. È stata la 3ª edizione del torneo, facente parte della categoria Challenger 125 nell'ambito dell'ATP Challenger Tour 2023. Si è giocato al Tennis Club de Saint Tropez di Saint-Tropez, in Francia, dal 18 al 24 settembre 2023.

## Partecipanti

### Teste di serie
| Nazionalità | Giocatore        | Ranking* | Testa di serie |
| ----------- | ---------------- | -------- | -------------- |
| Francia     | Ugo Humbert      | 36       | 1              |
| Austria     | Sebastian Ofner  | 59       | 2              |
| Francia     | Grégoire Barrère | 62       | 3              |
| Francia     | Richard Gasquet  | 65       | 4              |
| Stati Uniti | Michael Mmoh     | 81       | 5              |
| Francia     | Hugo Gaston      | 87       | 6              |
| Belgio      | David Goffin     | 100      | 7              |
| Francia     | Benjamin Bonzi   | 102      | 8              |
| Regno Unito | Liam Broady      | 104      | 9              |

* Ranking all'11 settembre 2023.

### Altri partecipanti
I seguenti giocatori hanno ricevuto una wild card per il tabellone principale:
- Ugo Blanchet
- Arthur Géa
- Ugo Humbert

I seguenti giocatori sono entrati in tabellone come alternate:
- Mattia Bellucci
- Harold Mayot

I seguenti giocatori sono passati dalle qualificazioni:
- Mark Lajal
- Jules Marie
- Oleksii Krutykh
- Dan Added
- Billy Harris
- Peter Gojowczyk

I seguenti giocatori sono entrati in tabellone come lucky loser:
- Mathias Bourgue
- Eliakim Coulibaly
- Alexander Cozbinov
- Kyrian Jacquet

## Punti e montepremi
| Torneo    | Torneo              | V      | F      | SF    | QF    | 2T    | 1T    | Q | Q2  | Q1  |
| Singolare | Punti               | 125    | 75     | 45    | 25    | 11    | 0     | 5 | 2   | 0   |
| Singolare | Premi in denaro (€) | 19,650 | 11,570 | 6,850 | 3,990 | 2,345 | 1,420 | – | 710 | 355 |
| Doppio    | Punti               | 125    | 75     | 45    | 25    | –     | 0     | – | –   | –   |
| Doppio    | Premi in denaro (€) | 8,420  | 4,900  | 2,940 | 1,750 | –     | 990   | – | –   | –   |

## Campioni

### Singolare
Constant Lestienne ha sconfitto in finale  Liam Broady con il punteggio di 4–6, 6–3, 6–4.

### Doppio
Dan Added /  Albano Olivetti hanno sconfitto in finale  Jonathan Eysseric /  Harold Mayot con il punteggio di 3–6, 1–0 rit.